# Curing (chimica)
Il curing è un processo mediante il quale un materiale polimerico inizialmente liquido diventa solido attraverso l'instaurazione di legami chimici tra le catene polimeriche. È solitamente associato alla produzione di polimeri termoindurenti, nei quali avviene un processo di reticolazione in cui singole catene polimeriche reagiscono tra loro andando a formare un unico reticolo tridimensionale.
Un processo di curing molto comune è la vulcanizzazione della gomma.

## Descrizione del processo

Figura 1: Struttura di una colla epossidica reticolata. La triammina, agente reticolante, è mostrata in rosso, la resina in nero. Il materiale è altamente reticolato e contiene molti gruppi OH, che gli conferiscono le proprietà adesive.

Durante il processo, le catene polimeriche si uniscono tra loro formando strutture di peso molecolare man mano maggiore fino a creare un reticolo che si estende per tutta la dimensione del campione. In questa condizione, il sistema ha raggiunto il suo punto di gel, ossia il punto in cui il sistema ha perso la sua solubilità e la sua viscosità tende a infinito. Le restanti catene ancora libere continueranno ad unirsi al reticolo, infittendolo, fino al termine della reazione chimica.
Il processo può richiedere un'attivazione, che può essere tramite somministrazione di calore, radiazioni, flussi di elettroni o catalizzatori chimici.

## Metodi di monitoraggio
Il monitoraggio della reazione è molto importante, ad esempio, nella produzione di materiali compositi dove una matrice, inizialmente liquida, potrebbe dover fluire in uno stampo prima di solidificare. Il tempo a disposizione prima dell'inizio della solidificazione è un parametro molto importante per il controllo della produzione del manufatto.

### Analisi reologiche

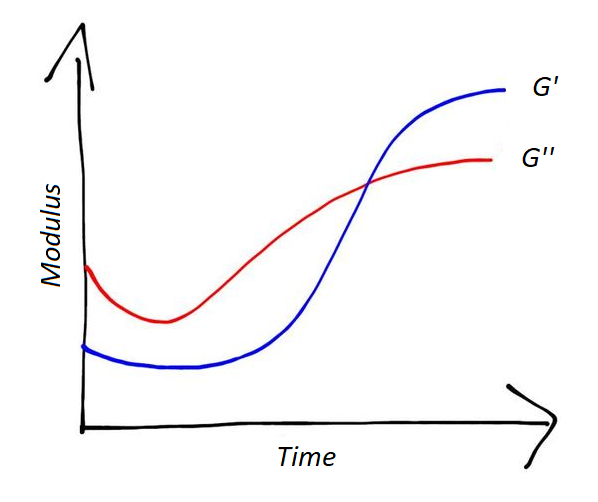
Figure 2: Evoluzione nel tempo delle componenti conservativa e dissipativa del modulo complesso, durante un processo di curing.

Una delle modalità per monitorare il processo di curing di un materiale è quella di misurare la variazione delle sue proprietà meccaniche nel tempo. Una delle proprietà meccaniche che varia significativamente durante il processo è il modulo elastico.
Per misurare il modulo elastico di un materiale durante la reticolazione, si può utilizzare un reometro. Attraverso analisi dinamico meccaniche si può misurare il modulo dinamico (G) e le corrispettive componenti conservativa (G') e dissipativa (G"). La variazione delle due componenti nel tempo è indice del grado di avanzamento della reazione.
Come mostrato in Figura 2, dopo un certo tempo di induzione, le due componenti cominciano a crescere con velocità diverse fino ad incrociarsi. Questo punto è, per diversi autori, il punto di gelo, momento in cui si ha un reticolo continuo in tutto il polimero. Successivamente, le due velocità diminuiscono e le due componenti tendono ad un valore costante. Una volta raggiunto tale valore, la reazione è terminata.
Il grado di reticolazione, {\displaystyle \alpha }, può essere così definito:
{\displaystyle \alpha ={\frac {G'(t)-G'_{min}}{G'_{max}-G'_{min}}}}
Esso va da zero (all'inizio della reazione) a uno (la fine della reazione). La pendenza della curva cambia nel tempo ed ha il suo massimo all'incirca a metà della reazione.

### Analisi termiche
Se le reazioni chimiche che avvengono nel materiale durante la reticolazione sono esotermiche, il grado di reticolazione può essere correlato con il calore emesso durante la reazione. Maggiore è il numero di legami formati, maggiore sarà il calore emesso, fino a esaurimento del flusso di calore alla fine della reazione. Per misurare il flusso di calore emesso da un sistema può essere utilizzata la calorimetria differenziale a scansione. 
Assumendo che ogni legame chimico formato rilasci la stessa quantità di calore, il grado di reticolazione, {\displaystyle \alpha }, può essere così definito:
{\displaystyle \alpha ={\frac {Q}{Q_{T}}}={\frac {\int _{0}^{s}{\dot {Q}}\,dt}{\int _{0}^{s_{f}}{\dot {Q}}\,dt}}}
dove {\displaystyle Q}è il calore emesso fino ad un certo tempo {\displaystyle s}, {\displaystyle {\dot {Q}}} è la velocità istantanea di calore emesso e {\displaystyle Q_{T}}è il calore totale emesso alla fine del processo, in un tempo {\displaystyle s_{f}}. Anche in questo caso il grado di reticolazione va da zero (quando la reazione non è ancora partita) a uno (quando la reazione è terminata). La pendenza della curva cambia nel tempo ed ha il suo massimo all'incirca a metà della reazione.

### Altre analisi

#### Analisi spettroscopiche
Diversi metodi spettroscopici possono essere utilizzati per monitorare il processo, misurando:
- Il cambiamento della concentrazione di un particolare reagente presente nel sistema iniziale, che man mano scompare durante il processo di reticolazione, tramite misure spettroscopiche (FTIR e Raman);
- Il cambiamento dell'indice di rifrazione o della fluorescenza della resina;

#### Analisi ad ultrasuoni
Questo metodo è legato alla relazione tra il cambiamento delle proprietà del materiale e il modo in cui le onde ultrasoniche si propagano all'interno dello stesso.